# Zygmunt Wojciechowski
Zygmunt Wojciechowski (* 27. April 1900 in Stryj, Österreich-Ungarn; † 14. Oktober 1955 in Posen) war ein polnischer Historiker mit dem Schwerpunkt auf Staatsrecht aus polnisch politischer Sicht.

## Leben
Wojciechowski, der in Galizien geboren wurde, meldete sich im Ersten Weltkrieg 1917 freiwillig für den Militärdienst in Józef Piłsudskis Legionen, kam aber nicht mehr zum Einsatz. In Lemberg, einem kulturellen Zentrum des neuen Polen, studierte er Geschichte und Rechtswissenschaft. 1924 promoviert, veröffentlichte er Arbeiten zum frühmittelalterlichen Staat der Piasten. 1925 wurde er Dozent an der Universität in Posen und hatte dort ab 1929 einen Lehrstuhl für die Geschichte des Staates und altpolnisches Recht inne. 1939 wurde er in Posen Dekan für den Bereich Recht und Wirtschaftswissenschaft.
Wojciechowski war in den 1930er Jahren ein Anhänger des großpolnischen Gedankens, der eine Westgrenze an der Oder vorsah. Während des Zweiten Weltkrieges arbeitete er im Untergrund und gehörte von 1940 bis 1945 zur polnischen Regierungsdelegation für das Erziehungswesen. (Die polnische Regierungsdelegation stellte ein Provisorium dar, das die Zeit bis zur sicheren Rückkehr der polnischen Regierung aus dem zunächst französischen und dann englischen Exil überbrücken sollte.) Im Dezember 1944 wurde in seiner Warschauer Wohnung die Konzeption für das Instytut Zachodni (= West-Institut) entworfen, das der wissenschaftlichen Erforschung der „wiedergewonnenen Westgebiete“ dienen und ihre Integration in den polnischen Staat vorbereiten sollte. Nach dem Krieg setzte er seine Lehrtätigkeit in Posen fort, wohin auch das Instytut Zachodni mit seiner offiziellen Gründung im Februar 1945 verlegt worden war. Bis zu seinem Tode blieb er Direktor des Instituts. Er war die treibende Kraft in der Verbreitung des „Westgedankens“, der alle kurzfristigen Eroberungen 1000 Jahre zuvor durch die ersten Herrscher der  Polanen, Mieszko I und besonders Boleslaw I. Chrobry, zu urpolnischem Mutterland erklärt, welches wiedergewonnen werden sollte.
Wojciechowskis Sohn Marian Wojciechowski war ebenfalls Historiker und stellvertretender Vorsitzender der polnischen Delegation der Deutsch-Polnischen Schulbuchkommission.

## Bedeutung
Wojciechowski zählte neben seinen akademischen Lehrern vor allem Roman Dmowski zu seinen Vorbildern. Er gilt als Chefideologe des „Bundes der jungen Nationalisten“ („Związek Młodych Narodowców“). Er „war in den dreißiger Jahren somit zu einem der Vordenker einer politischen Gruppierung geworden, deren erklärtes politisches Ziel die Errichtung eines autoritär regierten, homogenen polnischen Nationalstaates war“. Zu der in Posen angesiedelten „Westschule“ trug er die Theorie der polnischen „Mutter-“ oder „Stammgebiete“ (= „ziemie macierzyste“, „rdzenne“) bei, die sich im Oktober 1945 in der Einrichtung des „Ministeriums für die Wiedergewonnene Gebiete“ niederschlug. Er war ein Gegner der „jüdischen Demokratie“ und des Bolschewismus, so dass er sowohl für den italienischen Faschismus wie auch für den Nationalsozialismus Sympathien hegte. Im Letzteren glaubte er den christlichen Universalismus Ottos III. wiedererstanden zu sehen.
Im Krieg vollzog er jedoch eine Kehrtwende und arbeitete mit den polnischen Kommunisten zusammen, die als Kriegsziel auch eine polnische Erweiterung nach Westen anstrebten.
Das Instytut Zachodni wurde zu einer wichtigen Einrichtung der antideutschen Propaganda in der Volksrepublik Polen, von dem aus seit den 1950er Jahren auf die grenzrevisionistischen Forderungen aus Westdeutschland reagiert wurde.
In spiegelbildlichem Reflex auf die Vorgaben der deutschen Ostforschung war Wojciechowski in der Nachfolge Roman Dmowskis „in der Okkupations- und Nachkriegszeit sowohl konzeptionell als auch als ‚Wissenschaftsmanager‘ die führende Gestalt der Polnischen Westforschung“. Als Schlüsselwerk und „Flaggschiff“ des „polnischen Westgedankens“ gilt sein 1945 veröffentlichtes Buch „Polska-Niemcy. Dziesięć wieków zmagań“ (= Deutschland und Polen. Tausend Jahre des Ringens). In ihm wird eine Antwort auf Franz Lüdtkes Buch über den Krieg gegen Polen von 1941 „Ein Jahrtausend Krieg zwischen Deutschland und Polen“ (Geschichtsfibeln für Wehrmacht und Volk 3, Stuttgart 1941) gesehen. Wojciechowski entwickelte darin den Gedanken, dass Polen mit der „Rückkehr“ an Oder und Neiße „die Gesamtheit seiner Mutterlande“ wiedergewinnen würde.